# Museo numismatico di Atene

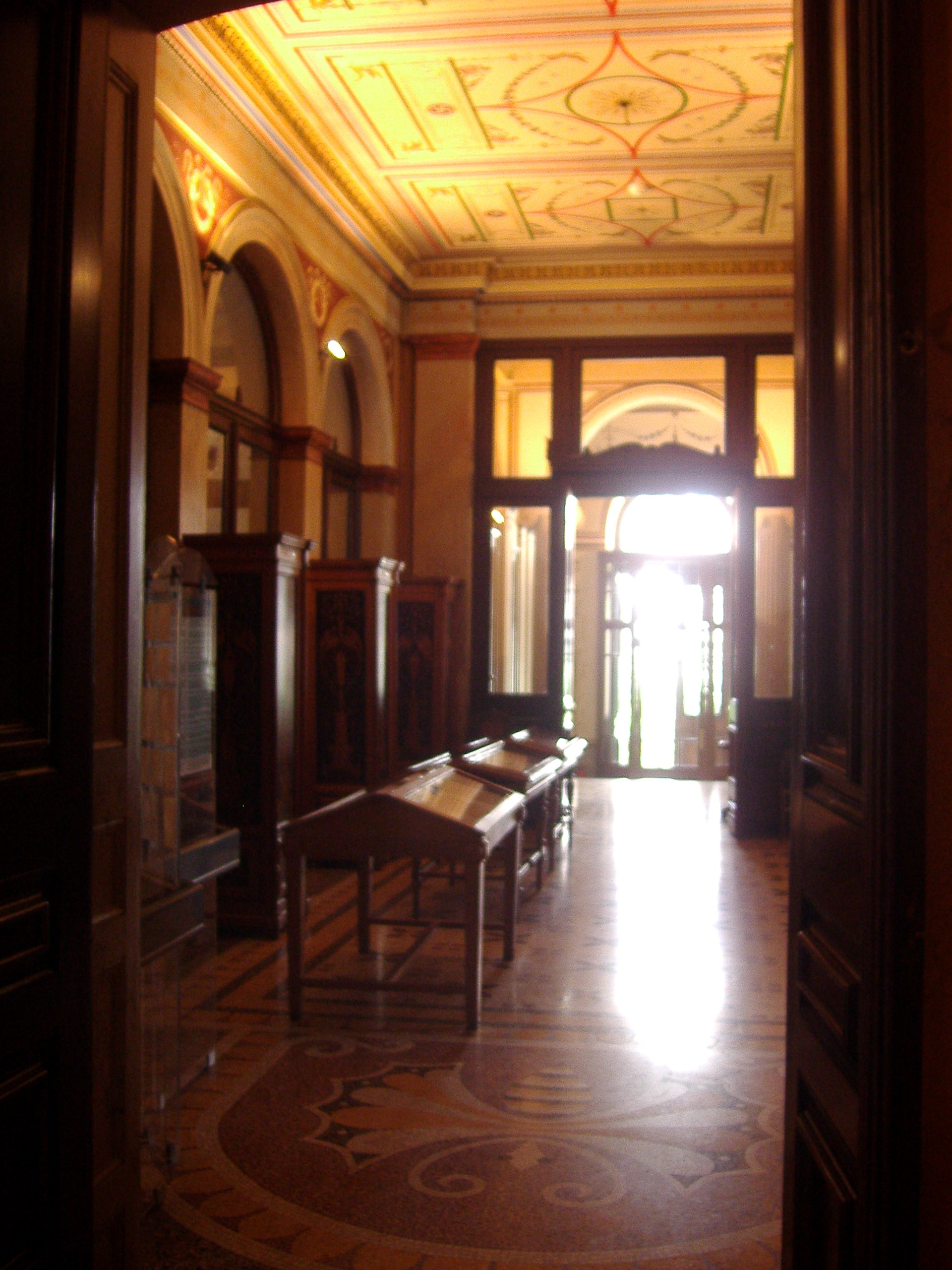
Interno del museo

Il Museo numismatico di Atene (in greco: Νομισματικό Μουσείο Αθηνών) è uno storico istituto museale della capitale ellenica. È ospitato in un edificio neoclassico, in via Panepistimiou, l'Iliou Melathron ("Palazzo di Ilio") che era la residenza abituale dell'archeologo Heinrich Schliemann. L'edificio fu progettato dall'architetto tedesco Ernst Ziller.
La mostra principale permanente al primo piano narra la storia della moneta; la costruzione, diffusione, uso e le differenti iconografia delle monete nella monetazione greca. Al secondo piano ci sono mostre della monetazione ellenistica, romana, bizantina, medievale e moderna.

## Direttori
Direttori del museo:
- Andreas Moustoxydis (1829–1832)
- Christian Giede (1834–1836)
- Loudovikos Ros (1836–1837)
- Kyriakos Pittakis (1837–1842)
- Georgios Gennadios (1842–1843)
- Georgios Kozakis (1843–1856)
- Achilleas Postolakas (1856–1888)
- Ioannis N. Svoronos (1890–1922)
- Georgios Oikonomos (1923–1928)
- Konstantinos Konstandopoulos (1928–1940)
- Ioannis Miliadis (1940)
- Irini Varoucha-Christodoulopoulou (1940–1963)
- Mando Oeconomides (Μάντω Καραμεσίνη–Οικονομίδου) (1964–1994)
- Ioannis Touratsoglou (1994–2002)
- Despina Evgenidou (dal 2002)